# Florencio Pla Meseguer
Florencio Pla Meseguer (Vallibona, 1 de febrer de 1917 - Olocau, 1 de gener de 2004), també conegut com pel seu nom de naixement Teresa Pla Meseguer i amb els sobrenoms «La Pastora», «Teresot» i «Durruti» fou un masover, guerriller, maqui i fugitiu valencià. Perseguit pel règim franquista, al llarg de la seva vida hagué de lluitar també contra el fals relat que es feu d'ell. La seua lluita per escapar dels rols binaris de gènere i contra el règim franquista ha fet que la Pastora haja esdevingut un símbol de resistència.

## Biografia
Florencio Pla va néixer al mas de la Pallissa, una casa de pastors de Vallibona, prop de Morella. Nascut amb una malformació genital congènita (avui dia diagnosticada com a intersexualitat), els seus pares van decidir inscriure'l amb el nom de Teresa i com a nena per tal que no hagués de fer el servei militar, per mor de les llavors recents Guerra de Cuba, Segona Guerra de Melilla i Setmana Tràgica. Essent el menor de set germans (un dels quals ja havia mort quan nasqué), es va criar sense pare, que va morir quan ell tenia dos anys en caure-li una paret a sobre. L'aferrament a la feina i l'austeritat, tant en la forma de viure com també en la comunicació, condicionaren la seva vida i les seves relacions personals. Quan va arribar a la pubertat, va començar a mostrar caràcters sexuals secundaris masculins i, tot i que va continuar vestint de dona, va passar a ser conegut com a «Teresot».
Va provar d'allistar-se voluntari a la guerra civil al bàndol republicà, amb la intenció que li feren la documentació d'home, infructuosament.
Va estar treballant com a pastor en diferents masies, fins que el 1943 trobà feina a la masia de la Pastora, a La Pobla de Benifassà. Era un territori amb presència de partides guerrilleres antifranquistes agrupades en l’AGLA (Agrupació Guerrillera del Llevant i Aragó). Francesc Gisbert, per a qui treballava La Pastora, es convertí en subministrador regular de la partida del sector 23è de l’AGLA.
El 4 de febrer de 1949 es produí el violent assalt de la Guàrdia Civil al mas del Cabanil, situat al terme de La Pobla de Benifassà. L'amo del mas, l'esmentat Francesc Gisbert, va ser detingut i assassinat en virtut de la Llei de fugues el 9 d’abril del mateix any. Florencio, en assabentar-se de l’assalt i induït per Carlos el Catalán, decidí incorporar-se a la partida guerrillera.
Poc abans havia tingut lloc la coneguda humiliació soferta a la teuleria del mas de la Pastora a La Pobla de Benifassà, en mans d’un grup de guàrdies encapçalats pel tinent Mangas i els sometents Pep de Martí (d’Herbeset) i un altre del mas de Torre Miró de Morella.
La incorporació a l’AGLA suposà també el trencament amb la identitat de gènere que va haver d’adoptar des del naixement i a autoindentificar-se públicament com a home. Al primer refugi on va acudir, la casa de Cinta Solà a la Sènia (punt de suport fonamental del sector), decidí adoptar indumentària masculina, tallar-se els cabells i adoptar, com a guerriller, el malnom de «Durruti».
Va formar part de la guerrilla des del 4 de febrer de 1949 fins al 7 d’octubre de 1950, quan va desertar juntament amb el seu company Francisco Serrano «El Rubio». A partir de llavors es dedicaren bàsicament a sobreviure, efectuant cops i segrestos econòmics, convertint-se en els darrers guerrillers a les muntanyes valencianes.
El 2 d’agost de 1954, durant l’assalt al xalet dels Nomen, Francisco és ferit de mort. Florencio va estar dos anys sobrevivint amagat fins l’agost de 1956, quan va decidir anar a Andorra, on es va presentar com a Florencio. Allí va treballar de pastor i de la compra-venda de tabac, on una denúncia provocà que el detingués la policia andorrana i l’entregués a la Guàrdia Civil el 5 de maig de 1960.
Va ser sotmès a dos consells de guerra celebrats a Tarragona i a València. A Tarragona va ser condemnat a dues penes de 25 anys de presó per atracaments. A València va ser condemnat a la pena de mort per acusacions greus atribuint-li, sense constatació empírica ni proves testimonials, 29 assassinats comesos a Castelló i Terol, malgrat la defensa de l’advocat (el tinent coronel Ángel Aguilar) que insistí que mai prengué part en cap assassinat. Posteriorment li van commutar la pena capital per la de 30 anys de reclusió.
La premsa groga de l’època publicà reportatges demonitzadors falsejant la seva trajectòria. Setmanaris com ¿Por Qué? i El Caso van ser responsables de la difusió d’una visió morbosa, equivocada i deshumanitzadora. Un dels majors responsables d'aquesta campanya fou el periodista d'El Caso Enrique Rubio, qui va qualificar La Pastora de criminal, cruel, monstruosa, «lesbiana» i «amb trets d'homenot»; el van considerar una dona amb una «set de crims patològica» i, sense cap tipus de prova ni fonament se li atribuïren, intencionadament i errònia, nombrosos crims.
Passà 17 anys per diverses presons fins que, gràcies a un indult, recuperà la llibertat el juliol de 1977. El 25 de març de 1980 aconsegueix finalment canviar-se el nom al registre pel de Florencio. Va anar a viure a Olocau i va morir l'1 de gener de 2004. Fou incinerat i enterrat al Cementiri General de València.

## En la cultura popular
La seva història inspirà l'escriptora Alicia Giménez Barlett per la redacció la novel·la Donde nadie te encuentre, que fou premiada amb el Premi Nadal de l'any 2011. José Calvo n'escrigué el llibre La Pastora, del monte al mito. L'any 2018 es va estrenar l'obra de teatre Instruccions per a no tenir por si ve La Pastora de La Ravalera Teatre, finalista a la a la XXII edició dels premis Max de l’any 2019. La seva vida és també l'argument del documental Valentes. Florencio Pla Meseguer, «La Pastora» i la història de la recerca de la seva besneboda sobre la seva biografia del seu besoncle es relata al llibre Florencio Pla «la Pastora», la dignitat robada.
En l'àmbit musical, el grup Ebri Knight li dedicà la cançó La Pastora al disc Foc (2015) i el grup Palmer li dedicà la cançó La Pastora aka Florencio a l'àlbum de 2022 Solatge. També apareix esmentat a la cançó No s'apaguen les estreles de Xavi Sarrià.